# Bactridium adustus
Bactridium adustus es una especie de coleóptero de la familia Monotomidae.

## Distribución geográfica
Habita en Guatemala, Belice, Granada (país),  Guadalupe (Francia) y San Vicente y las Granadinas.